# Shāhgodār-e Moḩammad
Shāhgodār-e Moḩammad är en ort i Iran.   Den ligger i provinsen Kermanshah, i den västra delen av landet, 500 km väster om huvudstaden Teheran. Shāhgodār-e Moḩammad ligger 1 352 meter över havet och antalet invånare är 202.
Terrängen runt Shāhgodār-e Moḩammad är kuperad. Runt Shāhgodār-e Moḩammad är det ganska tätbefolkat, med 72 invånare per kvadratkilometer. Närmaste större samhälle är Sharak-e Tamarkhān, 13,1 km nordväst om Shāhgodār-e Moḩammad. Trakten runt Shāhgodār-e Moḩammad består i huvudsak av gräsmarker.